# Güvercinlik, Sason
Güvercinlik là một xã thuộc huyện Sason, tỉnh Batman, Thổ Nhĩ Kỳ. Dân số thời điểm năm 2011 là 57 người.